# Sadar
Sadar je priimek več znanih Slovencev:
- Adolf Sadar (1873—1929), šolnik
- Almira Sadar (*1963), modna oblikovalka
- Angela Sadar (1897—1992), učiteljica, igralka in organizatorka
- Cilka Sadar (*1991), deskarka na snegu
- Cveta Sadar (?—2023), gradbena šolnica (Celje)
- Eta Sadar Breznik (*1950), arhitektka, oblikovalka
- Franc Sadar (1928—2015), zdravnik ginekolog
- Ivan Sadar (1890—1926), duhovnik in pesnik
- Jurij Sadar (*1963), arhitekt
- Lovro Sadar (1832—1926), učitelj in skladatelj
- Nevenka Černigoj Sadar (1946—2022), psihologinja, sociologinja, univ. prof.
- Oton Sadar (1864—1919), fotograf in založnik
- Pina Sadar (*1986), antropologinja, publicistka
- Tadej Sadar (*1968), glasbenik, zborovodja, odgovorni urednik Radia Ognjišče
- Urška Sadar, arhitektka
- Vendelin Sadar (1868—1935), učitelj, pedagog in zborovski pevec
- Vinko Sadar (1897—1970), agronom, kmetijski šolnik, univ. prof. in publicist